# Stazione di Gerolomini
La stazione di Gerolomini è una fermata ferroviaria posta lungo la ferrovia Cumana, a servizio del quartiere Gerolomini di Pozzuoli.

## Storia
La stazione venne inaugurata il 15 dicembre 1889, come parte della tratta Terme Patamia-Pozzuoli (la prima stazione non è più esistente).
Nell'ambito dei lavori di raddoppio dei binari nella tratta Dazio-Arco Felice, a partire dal 7 giugno 2017 la stazione è oggetto di ristrutturazione che prevede la costruzione di una nuova banchina centrale e una riqualificazione di tutte le opere civili.

## Interscambi
Fra il 1883 e la seconda guerra mondiale di fronte alla stazione era attiva una fermata della tranvia Napoli-Bagnoli-Pozzuoli, in seguito sostituita da un'autolinea urbana.
La stazione dispone di:
- Fermata autobus